# Saint-Germain-du-Puy
Saint-Germain-du-Puy ist eine französische Gemeinde mit 4852 Einwohnern (Stand: 1. Januar 2022) im Département Cher in der Region Centre-Val de Loire. Sie gehört zum Arrondissement Bourges, zum Kanton Saint-Germain-du-Puy und zum Kommunalverband Bourges Plus.

## Literatur

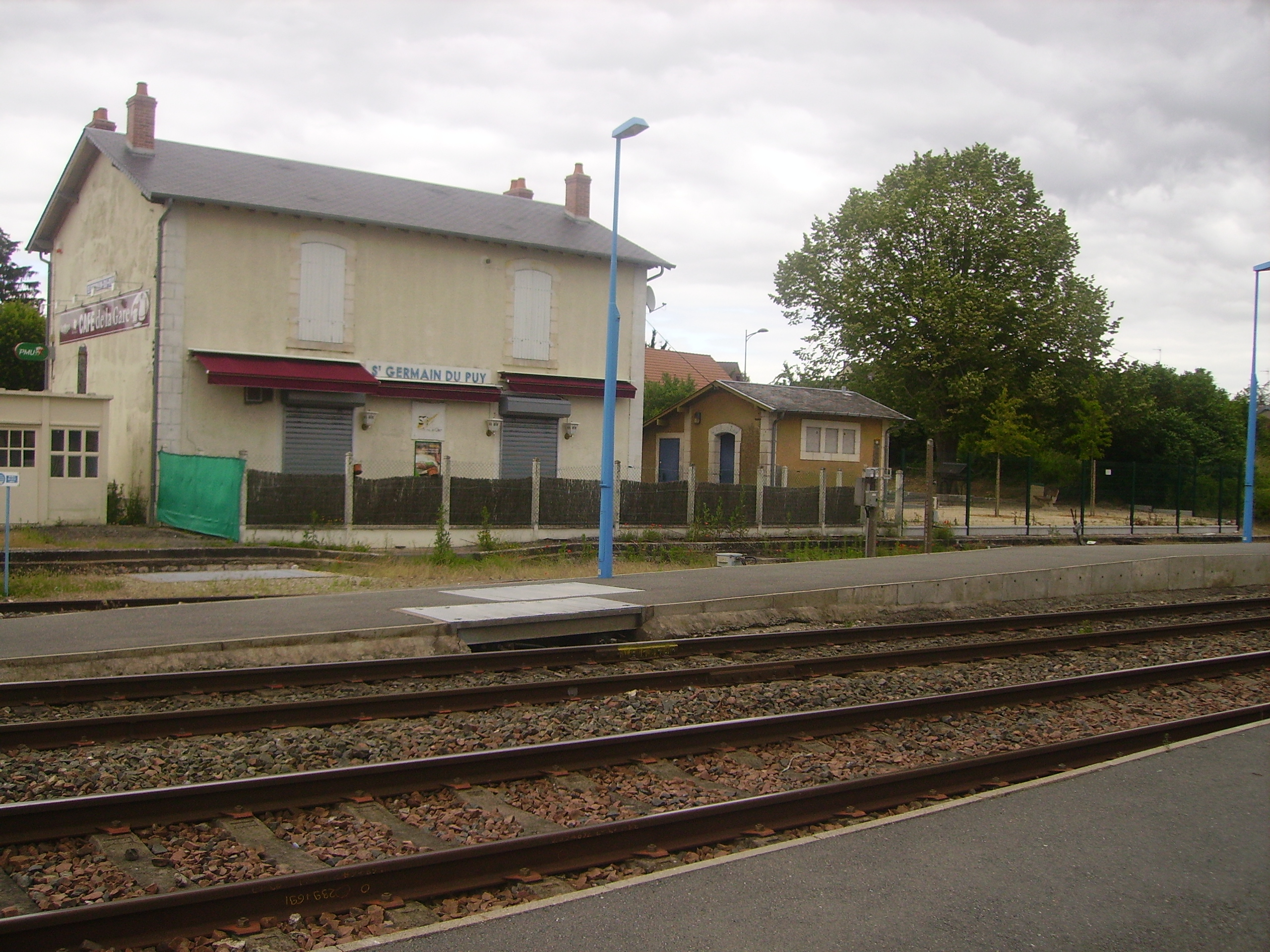
Bahnstation Saint-Germain-du-Puy

## Geografie
Acht Kilometer östlich von Bourges am Yèvre und seinem Zufluss Colin gelegen, befindet sich Saint-Germain-du-Puy inmitten der Champagne berrichonne.
Umgeben wird Saint-Germain-du-Puy von den Nachbargemeinden Saint-Michel-de-Volangis im Norden, Sainte-Solange im Nordosten, Moulins-sur-Yèvre im Osten, Osmoy im Süden, Bourges im Westen und Fussy im Nordwesten.

## Bevölkerungsentwicklung
| Jahr      | 1793 | 1841 | 1891 | 1896 | 1911 | 1946 | 1962 | 1968 | 1975 | 1982 | 1990 | 1999 | 2006 | 2016 |
| --------- | ---- | ---- | ---- | ---- | ---- | ---- | ---- | ---- | ---- | ---- | ---- | ---- | ---- | ---- |
| Einwohner | 721  | 496  | 1080 | 1120 | 989  | 1005 | 1047 | 1814 | 4262 | 4997 | 5085 | 5007 | 4868 | 5081 |

## Sehenswürdigkeiten
- Schloss von Villemenard aus dem 15. und 16. Jahrhundert, Vertreter der Renaissancearchitektur
- Mühle Rabot am Yèvre aus dem 16. Jahrhundert
- Frühere Poststation an der Route nationale 151
- Kirche Saint-Germain aus dem 19. Jahrhundert

## Städtepartnerschaften
Saint-Germain-du-Puy ist mit der deutschen Stadt Gadebusch in Mecklenburg-Vorpommern durch eine Partnerschaft verbunden.